# Garcinia lucens
Garcinia lucens är en tvåhjärtbladig växtart som beskrevs av Jean Baptiste Louis Pierre. Garcinia lucens ingår i släktet Garcinia och familjen Clusiaceae. Inga underarter finns listade i Catalogue of Life.